# Harland and Wolff

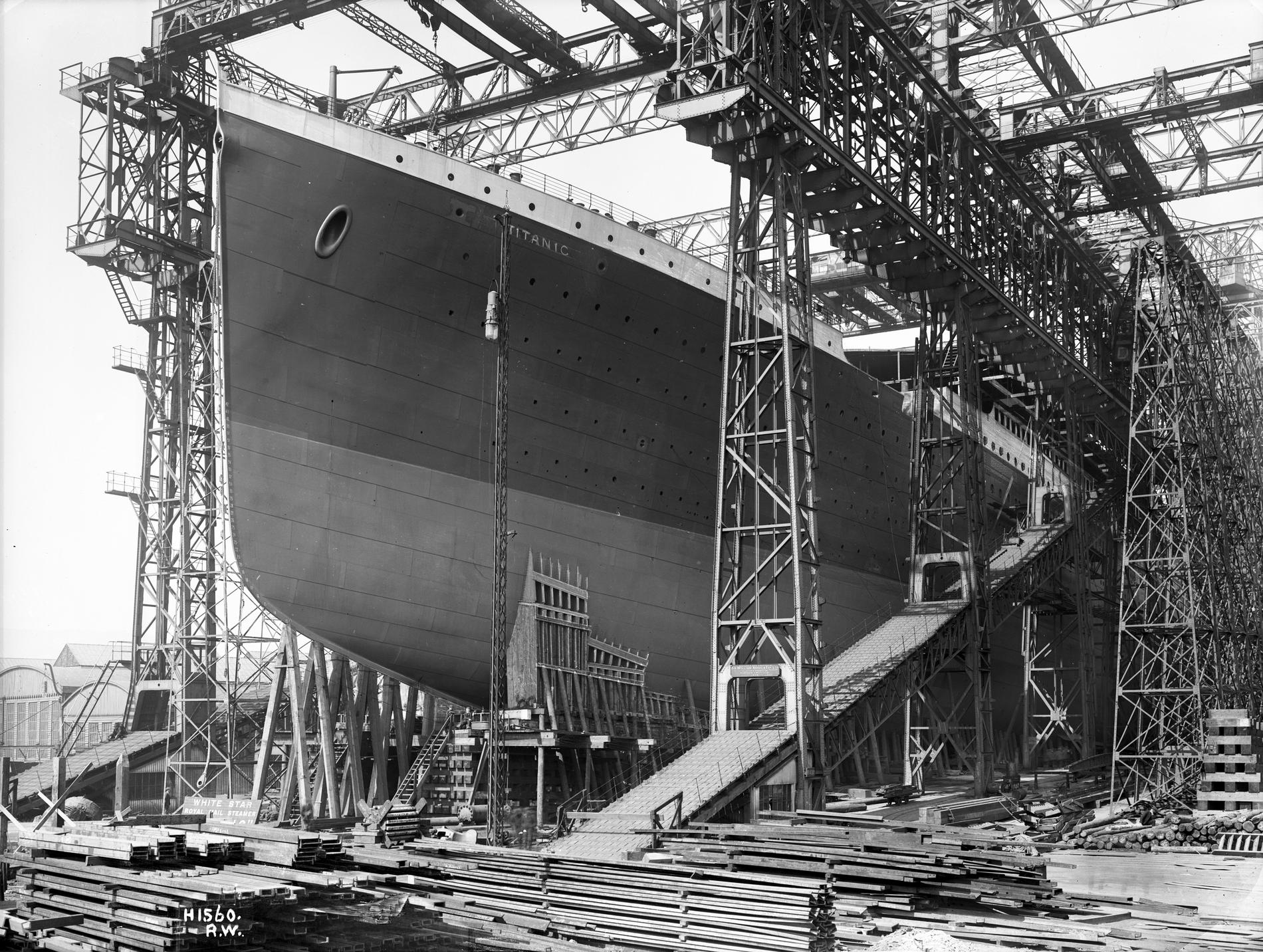
Спуск на воду океанського лайнера «Титанік»

Гарланд енд Вулфф Геві Індастріз (англ. Harland & Wolff Heavy Industries) — британська компанія важкої промисловості, яка розташовується в Белфасті, Північна Ірландія. Компанія заснована в 1861 році.
Компанія Harland & Wolff найвідоміша суднами, які будувала на потребу транспортної компанії White Star Line, а також бойовими кораблями для Королівського ВМФ Великої Британії. Серед найзнаменитіших суден океанські лайнери RMS «Титанік», RMS «Олімпік», HMHS «Британнік», SS «Саутерн Кросс», RMS «Пенденніс Касл», SS «Канберра», крейсер HMS «Белфаст» та багато інших.

## Відео
- Harland & Wolff Shipyard [Архівовано 21 грудня 2019 у Wayback Machine.]